# ХАССП
ХАССП (англ. Hazard Analysis and Critical Control Points, HACCP — анализ факторов рисков и критические контрольные точки) — концепция, предусматривающая систематическую идентификацию, оценку и управление опасными факторами, существенно влияющими на безопасность продукции.

## Система ХАССП
Система ХАССП — организационная структура производства, состоящая из документов, производственных процессов и ресурсов, необходимых для реализации ХАССП.
Система ХАССП является эффективным орудием управления, которое используется для защиты предприятия (торговой марки) при продвижении на рынке пищевых продуктов и защите производственных процессов от биологических (микробиологических), химических, физических и других рисков загрязнения.
Международные организации, такие как Комиссия Кодекса Алиментариус, одобрили применение ХАССП как наиболее эффективного способа предупреждения заболеваний, вызываемых некачественными пищевыми продуктами. Применение ХАССП может быть полезным для подтверждения выполнения законодательных и нормативных требований.

## История
Первым широко-признанным сборником стандартов пищевой безопасности считается Австрийский кодекс алиментариус (Codex Alimentarius Austriacus). Он представляет собой сборник руководящих принципов и правил обращения с различными продуктами питания для добровольного применения. Данный кодекс был выпущен в Австро-Венгерской империи в 1891 году и используется до сих пор. Хотя правила, изложенные в кодексе, не имели юридической силы, они, тем не менее, использовались судами для определения идентичности и качества различных пищевых продуктов. 
Австрийский кодекс алиментариус был взят за основу правил HACCP, которые были сформулированы комиссией «Кодекс Алиментариус», учрежденной в 1963 году под эгидой ООН при участии Всемирной продовольственной организацией (FAO), Всемирной сельскохозяйственной организацией (WFO), а также Всемирной Организацией Здравоохранения (WHO).
Комитеты Национальной Академии наук США (NAS) рекомендовали правительственным агентствам, отвечающим за контролирование рисков микробиологического заражения пищевых продуктов, в том числе FSIS, обнародовать нормативные документы, требующие от предприятий отрасли применения системы ХАССП в целях обеспечения безопасности продуктов питания.
20 марта 1992 года NACMCF опубликовал документ, озаглавленный «Система анализа рисков и определения критических контрольных точек», в котором высказывалась мысль о назревшей потребности в стандартизации принципов ХАССП и их внедрении в практику работы предприятий отрасли, а также контрольных органов. При этом указывалось на необходимость разработки каждым предприятием, производящим продукты питания, своей системы ХАССП, построенной с учетом специфики производимого продукта, технологии производства и условий распространения.

## Принципы ХАССП
Система ХАССП должна разрабатываться с учетом семи основных принципов:
1. Проведение анализа опасных факторов (рисков) — путём процесса оценки значимости рисков и их уровня опасности на всех этапах жизненного цикла продукции.
2. Определение критических контрольных точек (ККТ).
3. Задание критических пределов для каждой ККТ — определение критерия, который показывает, что процесс находится под контролем.
4. Разработка системы мониторинга, позволяющей обеспечить контроль критических контрольных точек на основе планируемых мер или наблюдений.
5. Определение корректирующих действий, которые следует предпринять в случае, когда результаты мониторинга указывают на отсутствие управления в конкретной критической контрольной точке.
6. Разработка процедуры верификации, для подтверждения результативности работы системы ХАССП.
7. Разработка документации в отношении всех процедур и записей, соответствующих принципам ХАССП и их применению.

Система ХАССП не может существовать сама по себе. Еще необходимы практика надлежащей гигиены и другие предпосылки для переработки пищевой продукции[прояснить], а также высокая обязательность руководства организации: система ХАССП их не заменяет.
Обучение является еще одним существенным требованием успешности системы ХАССП. В качестве помощи при разработке конкретной программы обучения для внедрения ХАССП следует подготовить рабочие инструкции и процедуры, которые определяют задачи оперативного персонала в каждой из критических контрольных точек. Руководство по применению ХАССП (см. ссылку) описывает 12-шаговый процесс применения принципов ХАССП.
Малым и средним предприятиям, работающим в области переработки продуктов питания, важно использовать ХАССП по двум причинам. Во-первых, он приносит внутренние выгоды, такие как сниженный риск изготовления и продажи небезопасных продуктов, и тем самым будет гарантировать более высокую уверенность потребителя в этих продуктах. Во-вторых, во многих странах органы, контролирующие пищевую отрасль, принимают или собираются принять ХАССП в своих нормативных требованиях по пищевой продукции. Внедряя ХАССП, вы получаете больше шансов преуспеть в экспорте в эти страны. Ниже приведены некоторые примеры.
В Великобритании и Закон о безопасности пищевой продукции (the Food Safety Act), 1990, и Кодекс практики пищевой гигиены (the Food Hygiene Codes of Practice) включены в ХАССП.
В Канаде разработана Программа повышения безопасности пищевой продукции (a Food Safety Enhancement Programme, FSEP) для поощрения создания основанных на ХАССП процедур во всех зарегистрированных компаниях, занятых в сельском хозяйстве и секторе переработки пищевой продукции.
Служба карантина и инспекции Австралии (AQIS) разработала новую систему контролей, известную как Система контроля опасности пищевой продукции (the Food Hazard Control System, FHCS).
В США Советник по пищевой продукции Центра безопасности пищевой продукции и прикладного питания рекомендовал, чтобы Управление по контролю за качеством пищевых продуктов и медикаментов США (the US Food and Drug Administration, FDA) поощрило и, в конечном счете, ввело применение ХАССП во всей пищевой промышленности. FDA пересмотрело свой Кодекс по пищевой продукции (Food Code) в 1993 году, сделав его более совместимым с концепциями ХАССП.
Нормы ХАССП, разработанные FDA, по рыбе и рыбной продукции, произведенной и продаваемой на рынке США, вступили в силу в декабре 1997 года. В соответствии с правилами FDA проверяет планы по ХАССП, подготовленные производителями. Эти нормы применяются также и к рыбе, и к рыбной продукции, импортируемой в США. Импортеры должны получить планы ХАССП от производителей (экспортеров) в экспортирующих странах и представить их в FDA для проверки.
В дополнение, многие принципы ХАССП уже действуют по требованиям FDA в отрасли производства консервированной пищевой продукции с низким содержанием кислот. Для производства соков требования ХАССП введены с января 2002 года.
Департамент США по сельскому хозяйству ввел требование с января 1999 года применять ХАССП на фабриках по переработке мяса и птицы.
В Европейском союзе Директива Совета Европы по гигиене продуктов питания № 93/43/ЕЕС от 14 июня 1993 требует, чтобы компании, занятые в пищевой промышленности, разрабатывали системы, основанные на ХАССП, в целях обеспечения безопасности пищевой продукции. Далее эта Директива предлагает, чтобы государства-члены Союза разрабатывали правила практики по конкретным сферам пищевой отрасли и приняли EN 29000 (европейский эквивалент серии ИСО 9000), чтобы внедрить общие правила гигиены, а также разработать руководство по практике надлежащей гигиены.
Решение Европейской комиссии от 20 мая 1994 года (94/35/ЕС3) требует наличия системы «собственных проверок» для производства и продажи рыбной продукции в странах ЕС. Это Решение также применяется к импорту. Собственная проверка — это термин, используемый для всех действий, направленных на обеспечение и демонстрацию того, что рыбная продукция соответствует требованиям вышеназванного Решения. Меры собственной проверки, включенные в Решение, содержат требования ХАССП.
Европейский союз принял также решение, что планы ХАССП, подготовленные производителями или экспортерами, должны быть проверены органом государственного управления, назначенным ЕС. К примеру, в Индии ЕС назначил Совет экспортной инспекции, находящийся под юрисдикцией Министерства коммерции, проверять планы ХАССП компаний-экспортеров.
Сертификация по ХАССП третьей стороной на добровольной основе существует в нескольких европейских странах, а также в Австралии, Новой Зеландии и Индии. Также положено начало применению этой системы в некоторых странах Латинской Америки, Ближнего Востока и Южной Азии.

## Методы ХАССП
- Анализ рисков и опасностей: ГОСТ Р 51705.1 предусматривает использование диаграммы анализа рисков. Где экспертным путём оценивают тяжесть последствий от реализации опасного фактора, исходя из четырех возможных вариантов оценки: легкое, среднее, тяжелое, критическое. Также оценивают вероятность реализации опасного фактора, исходя из четырех возможных вариантов оценки: практически равна нулю, незначительная, значительная и высокая. Затем строят границу допустимого риска на качественной диаграмме с координатами вероятность реализации опасного фактора — тяжесть последствий[4].
- Определение потенциальных дефектов продукции по отношению к производственным факторам (критические контрольные точки): ГОСТ Р 51705.1 для определения критических контрольных точек предусматривает использование метода «Дерева принятия решений»[5].
- Предупреждающий (превентивный) контроль, а не последующий (реагирующий): ГОСТ Р 51705.1 предусматривает составление перечня предупреждающих действий в виде таблицы, в которой также указываются контролируемые на данной операции признаки риска или контролируемые параметры для идентификации опасного фактора[6].

## Юридическая база
В странах Европейского союза внедрение ХАССП началось с Директивы Совета Европы по гигиене продуктов питания № 93/43/ЕС от 14 июня 1993, которая требует, чтобы компании, занятые в пищевой промышленности, разрабатывали системы, основанные на ХАССП, в целях обеспечения безопасности пищевой продукции.
В 2004 году взамен Директивы 93/43/ЕС Европейским парламентом и Советом Европы было принято Постановление 852/2004 «О санитарно-гигиенических правилах производства пищевых продуктов».
В начале XXI века в США, Канаде и Евросоюзе наличие системы ХАССП стало обязательным требованием.
В соответствии с решением № 880 от 9 декабря 2011 года Комиссии Таможенного Союза Евразийского Экономического Сообщества с 1 июля 2013 года в Республике Беларусь, Республике Казахстан и Российской Федерации вступает в силу технический регламент Таможенного союза ТР ТС 021/2011 «О безопасности пищевой продукции». Согласно этому регламенту внедрение принципов ХАССП для организаций, участвующих в цепи создания пищевой продукции становится обязательным.

## Стандарты на основе принципов ХАССП
- ГОСТ Р 51705.1-2001 «Системы качества. Управление качеством пищевых продуктов на основе принципов ХАССП. Общие требования». Стандарт устанавливает основные требования к системе управления качеством и безопасностью пищевых продуктов на основе принципов ХАССП, изложенных в директиве Совета Европейского сообщества 93/43.
- ГОСТ Р ИСО 22000-2019 «Системы менеджмента безопасности пищевой продукции. Требования к организациям, участвующим в цепи создания пищевой продукции».
- ГОСТ Р ИСО 9001-2015 "Системы менеджмента качества. Требования"  (Требования к системам менеджмента качества, установленные этим стандартом, являются дополнительными к требованиям к продукции и услугам) Стандарт описывает различные формы улучшения в дополнение к коррекции и постоянному улучшению, например, такие как прорывное изменение, инновация и реорганизация.